# Seznam osobností vyznamenaných 28. října 2012
Seznam osobností, které prezident České republiky Václav Klaus vyznamenal státními vyznamenáními dne 28. října 2012. Jedná se o poslední 28. říjen, kdy vyznamenával Klaus.

## Řád Bílého lva

### vojenská skupina
- gen. Ing. Alexandr Beer
- major Vasil Korol

## Řád Tomáše Garrigua Masaryka
- Leopold Färber
- Mons. Karel Fořt
- pplk. Jaromír Jarmara
- JUDr. Josef Plocek
- RNDr. Hubert Procházka, CSc.
- Drahomíra Strouhalová

## Medaile Za hrdinství
- MUDr. Rudolf Zvolánek, za záchranu lidského života

## Medaile Za zásluhy

### I. stupeň
- prof. Ing. Jiří Drahoš, DrSc., za zásluhy o stát v oblasti vědy
- prof. Ing. Václav Havlíček, CSc., za zásluhy o stát v oblasti vědy, výchovy a školství
- prof. Marek Kopelent, za zásluhy o stát v oblasti umění
- MUDr. Vladimír Koza (in memoriam), za zásluhy o stát v oblasti vědy, výchovy a školství

### II.stupeň
- prof. MUDr. Ladislav Bařinka, DrSc., za zásluhy o stát v oblasti vědy, výchovy a školství
- Ota Filip, za zásluhy o stát v oblasti umění
- prof. MUDr. Jiří Raboch, DrSc., za zásluhy o stát v oblasti vědy, výchovy a školství
- kpt. Ing. Barbora Špotáková, za zásluhy o stát v oblasti sportu
- prof. Ing. Miroslav Šťastný, DrSc. za zásluhy o stát v oblasti vědy
- PaedDr. Ivo Viktor, za zásluhy o stát v oblasti sportu

### III.stupeň
- prof. Ing. Gabriela Basařová, DrSc., za zásluhy o stát v oblasti vědy, výchovy a školství
- prof. RNDr. Lumír Sommer, DrSc., za zásluhy o stát v oblasti vědy, výchovy a školství
- prof. PhDr. Petr Wittlich, CSc. za zásluhy o stát v oblasti umění a kultury